# Kurt Zaro
Kurt Zaro (* 9. Januar 1929 in Essen; † April 2003) war ein deutscher Fußballspieler und in den 1950er Jahren einer der ersten deutschen Profis in Italien. Später wirkte er als Trainer, vor allem in der Schweiz.
Der Offensivspieler absolvierte von 1950 bis 1962 in der Fußball-Oberliga West bei den Vereinen Rot-Weiss Essen und Schwarz-Weiß Essen insgesamt 135 Ligaspiele mit 44 Toren. Er gehörte im Spieljahr 1951/52 dem Meisterteam von RW Essen in der damals erstklassigen Oberliga West an und kam mit der Elf aus Bergeborbeck auch zu zwei Einsätzen in der Endrunde um die deutsche Fußballmeisterschaft. Beim Gewinn der Meisterschaft 1960/61 in der 2. Liga West und damit der Rückkehr in die Oberliga West mit der Mannschaft aus dem Essener Süden, der ETB-Elf vom Uhlenkrug, hatte der überragende Techniker, er war im Sommer 1960 von Willem II Tilburg zu seinem Heimatverein nach Essen zurückgekehrt, mit 14 Toren in 21 Ligaspielen maßgeblichen Anteil.

## Spielerlaufbahn
Zaro entwickelte sich fußballerisch in der Jugendabteilung von Schwarz-Weiß Essen. Im Spieljahr 1948/49 belegte er mit ETB in der Landesliga Niederrhein, Gruppe 2, den fünften Rang und gehörte damit 1949/50 der zweistaffeligen 2. Liga West an. Unter Trainer Josef Uridil und an der Seite des Exnationalspielers Paul Winkler absolvierte Zaro 27 Zweitligaspiele und erzielte elf Tore beim Erreichen des siebten Ranges. Am 14. Mai 1950 kam der Halbstürmer im damals praktizierten WM-System im Repräsentativspiel von Westdeutschland gegen Norddeutschland in Köln vor 38.000 Zuschauern in der Westauswahl zum Einsatz. Bei der 3:4-Niederlage gegen die NFV-Auswahl bildete er in der ersten Halbzeit zusammen mit Hans Schäfer den linken Flügel. Er hatte durch die Rundenleistung den „Macher“ des Lokalrivalen von der Essener Hafenstraße, Georg Melches, auf sich aufmerksam gemacht und schloss sich zur Runde 1950/51 den Rot-Weißen in der Oberliga West an.
Mit dem neu eingeführten Vertragsfußballsystem – höchstens 320 DM waren monatlich erlaubt und eine berufliche Tätigkeit war Voraussetzung zur Spielberechtigung – konnten sich die Spieler einen ordentlichen Lebensunterhalt verdienen. Unter Trainer Karl Hohmann hatte Zaro 22 Ligaspiele absolviert und fünf Tore zum Erreichen des sechsten Tabellenplatzes beigesteuert. Sein Oberligadebüt hatte er am 27. August 1950 beim Rundenstart bei einem 1:0-Auswärtserfolg beim Duisburger Spielverein gegeben.
Als zur Saison 1951/52 mit Helmut Rahn ein weiterer torgefährlicher Stürmer neben August Gottschalk und Bernhard Termath zu RWE gekommen war, feierte er mit seinen Mannschaftskameraden erstmals den Gewinn der Meisterschaft in der Oberliga West. Am Rundenbeginn bildete er am 19. August 1951 bei einem 2:2-Auswärtsremis bei Borussia Dortmund vor 35.000 Zuschauern auf Halbrechts mit Rechtsaußen Helmut Rahn den rechten Flügel der Essener. Die erfolgreiche Runde wurde am 20. April 1952 mit einem 4:1-Heimerfolg vor 40.000 Zuschauern gegen den Vizemeister FC Schalke 04 abgeschlossen. Zaro erzielte dabei zwei Tore und bildete zusammen mit Rahn, Gottschalk, Werner Cornelissen und Termath den torgefährlichen Angriff des Westmeisters. Der Halbstürmer kam in der Endrunde gegen Tennis Borussia Berlin (2:4) und den VfL Osnabrück (2:3) bei den zwei Startniederlagen zum Einsatz. Danach bestritt er kein Pflichtspiel mehr für Rot-Weiß – insgesamt stehen für Zaro in zwei Runden 42 Oberligaspiele mit elf Toren zu Buche – und kehrte zur Saison 1952/53 zu seinem Heimatverein Schwarz-Weiß Essen zurück.
Mit der Elf vom Uhlenkrugstadion absolvierte er in seiner zweiten Saison nach der Rückkehr, 1953/54, eine ausgezeichnete Runde. Er belegte mit ETB den sechsten Platz und hatte in 27 Rundenspielen 15 Tore erzielt. Mit Mitspielern wie Edmond Kasperski, Werner Keus, Hubert Schieth und Hans Zerres hatte das Team von Trainer Fritz Buchloh 72 Tore in der Oberliga West erzielt. Nach drei Runden mit insgesamt 69 Ligaspielen und 30 Toren beendete er erneut seine Aktivität bei den Schwarz-Weißen.
Zaro ging, zu der Zeit ungewöhnlich, nach Italien und schloss sich zur Saison 1955/56 für zwei Jahre US Triestina in der italienischen Serie A an. Tatsächlich spielte er dort nur eine Saison, in der er 22 Punktspiele bestritt und drei Tore erzielte. und versuchte dann, beim FC Barcelona unterzukommen. Nach zwei Quellen kam er dort bereits Anfang November 1956 in einem Freundschaftsspiel unter einem Tarnnamen zum Einsatz und erzielte alle vier Tore zum 4:0 beim Girona FC. Einen weiteren Auftritt dieser Art für „Blaugrana“ gab es kurz darauf noch, aber zu einem regulären Engagement kam es nicht. Stattdessen folgten ab 1957 drei weitere Profijahre in den Niederlanden bei Willem II Tilburg. Er kam in den Saisonen 1958/59 und 1959/60 in insgesamt 54 Punktspielen in der Eredivisie, der höchsten Spielklasse, in der er mit seiner Mannschaft 1958 aufgestiegen war, zum Einsatz und erzielte 18 Tore.
Zur Runde 1960/61 kehrte Zaro wieder zu Schwarz-Weiß Essen zurück. ETB spielte in der 2. Liga West. Als Spielmacher führte er das Team von Trainer Hans Wendlandt mit Mitspielern wie Manfred Rummel, Theo Klöckner, Hans Küppers, Karl-Heinz Mozin, Heinz Steinmann und Horst Trimhold zur Meisterschaft und Rückkehr in die erstklassige Oberliga West. In 21 Ligaeinsätzen hatte Zaro 14 Tore erzielt. Kurz vor Einführung der zentralen Fußball-Bundesliga, 1961/62, erreichte Schwarz-Weiß Essen unter Trainer Kuno Klötzer und dem West-Torschützenkönig Manfred Rummel (26 Tore) hinter Meister 1. FC Köln, Vize FC Schalke 04 und dem Dritten, RW Oberhausen, den ausgezeichneten vierten Rang. Routinier Zaro hatte in 27 Einsätzen fünf Tore erzielt. Sein letztes Oberligaspiel bestritt er am 31. März 1962 bei einer 1:4-Auswärtsniederlage bei RW Oberhausen.

## Trainerlaufbahn
In Essen-Holsterhausen betrieb er später eine Gaststätte mit dem Namen „Zum Kurzio“. Doch nach seiner Spielerzeit in Deutschland war Zaro noch jahrelang als (Spieler-)Trainer tätig, zuerst in der Schweiz. Dort startete er mit dem ungewöhnlichen Rekord, in drei aufeinander folgenden Jahren mit drei verschiedenen Vereinen den Wiederaufstieg in die Nationalliga A zu bewerkstelligen: 1962/63 mit dem FC Schaffhausen und 1963/64 mit dem FC Lugano jeweils noch als Spielertrainer, 1964/65 dann als Trainer der Young Fellows Zürich, trotz eines Zerwürfnisses mit dem Starspieler Klaus Stürmer.
Mit dem FC Solothurn gelang Zaro der Aufstieg erstmals nicht; dort war er 1965/66 auch wieder selbst als Spieler aktiv. Er kehrte nach Deutschland zurück und übernahm den 1. FSV Mainz 05 in der Serie 1966/67 in der zweitklassigen Fußball-Regionalliga Südwest. Später wirkte er u. a. beim VfB Wissen sowie dem STV Gelsenkirchen-Horst.